# Frühling, Sommer, Herbst, Winter… und Frühling
Frühling, Sommer, Herbst, Winter… und Frühling (Originaltitel: 봄, 여름, 가을, 겨울…  그리고 봄, Bom, Yeorum, Gaeul, Gyeowool… Geurigo Bom) ist ein Film des südkoreanischen Regisseurs Kim Ki-duk aus dem Jahr 2003.

## Inhalt
Der Film erzählt die Geschichte eines Meisters – ein koreanischer, buddhistischer Mönch – und seines Schülers – ein Kind und Novize – als Kreislauf des Lebens und als Bildungsroman. Schauplatz des Filmes und Lebenswelt der beiden Einsiedler ist eine Floß-Klause auf einem See, der mitten zwischen bewaldeten Bergen gelegen ist. Die Klause ist nur durch ein Tor am Ufer mit einem einzelnen Boot zu erreichen. Das Floß scheint bewegungslos dazuliegen, tatsächlich schwimmt und dreht es sich auf dem See, der von einer kaum sichtbaren Strömung bewegt wird und dessen Wasserstand immer wieder wechselt – eine Dynamik, die der Kamera und damit symbolisch dem Leben beider Menschen verwehrt bleibt.

### Frühling
Aufgewachsen unter den Lehren des Meisters und in einer Welt des Glaubens und des Gebetes fährt der Junge mit dem Boot über den See, um allein in den Wäldern Kräuter zu sammeln. Eine Schlange nähert sich ihm, doch ohne Not ergreift er das Tier und wirft es von sich. Die erfolgreiche Selbstbehauptung gipfelt in einer freudigen und selbstsüchtigen Tierquälerei: Fisch, Frosch und Schlange werden unter den Augen des heimlich beobachtenden Meisters mit Kordeln an Steine gefesselt, die sie von nun an hinter sich herziehen müssen: Sie werden einem nun beschwerten Leben zurückgegeben.
Zur Buße bindet der Meister dem schlafenden Jungen seinerseits einen Stein auf den Rücken. Er soll die Tiere finden und von ihrer Last befreien, erst dann wird auch der Junge von seiner Last entbunden werden. Doch „wenn eines stirbt: der Fisch, der Frosch oder auch die Schlange, dann wirst du dein Leben lang diesen Stein auf deinem Herzen tragen“ – die erste Prophezeiung des Meisters. Wiederum unter den Augen des heimlich beobachtenden Meisters kann der Junge nur noch den Frosch lebend befreien. Unter den Tränen des Jungen wird der Stein zu einem Stein auf seinem Herzen.

### Sommer
Eine Mutter bringt ihre gemütskranke Tochter zur Klause auf der Suche nach Heilung. Zwischen dem zum Jüngling gewachsenen Schüler und dem Mädchen entfachen sich zarte Liebe, dann stürmische Leidenschaft. Der Junge bricht mit seinem bisherigen Leben in dem Moment, als er die im Haus einzeln stehenden Türen nicht mehr benutzt, sondern einfach an ihnen vorbeiläuft – er wählt den einfachen Weg.
Der Meister versenkt das Boot, in dem das Liebespaar eingeschlafen ist. „Aus Begierde entsteht Abhängigkeit, und daraus erwachen Mordgedanken“ – die zweite Prophezeiung des Meisters. Er bringt das nun geheilte Mädchen zurück in die andere, die „echte“ Welt. Am nächsten Morgen folgt der Junge dem Mädchen nach.

### Herbst
Auf dem Zeitungspapier, in das ein Reiskuchen eingewickelt ist, erkennt der Meister seinen ehemaligen Schüler – nun ein Mann von dreißig Jahren – wieder. Der Mann wird wegen Mordes an seiner Ehefrau, dem Mädchen, gesucht. Zurück bei seinem Meister, der ihn schon erwartet, klagt er, dass das Mädchen ihm die versprochene Treue versagt hat. Auch nach dem Mord ist er voll Wut und Hass, dem der Meister begegnet mit „Das weltliche Leben ist aber so, da heißt es lernen loszulassen. Das, was dir gefällt, gefällt auch anderen.“ Im Wald bzw. am See entlädt sich – wie einst im Frühling unter den Augen des heimlich beobachtenden Meisters – die Wut des ehemaligen Schülers in sinnloser Zerstörung, ohne Hoffnung, das seelische Gleichgewicht wiederzufinden.
Der Meister schlägt den ehemaligen Schüler mit einem Stock, nachdem dieser versucht hatte, sich umzubringen und bereitet sodann die Buße vor, indem er Auszüge aus dem Herz-Sutra (das – in buddhistischer Weisheit – Form und Inhalt als nicht-duale Einheit offenbart) mit dem Schwanz der Katze auf das Floß schreibt, während sich der Junge mit Hilfe des Messers, an dem noch das Blut des Mädchens klebt, die langen Haare abschneidet. „Selbst wenn du andere einfach umbringst, dich kannst du nicht so einfach töten. Schneide diese Zeichen mit dem Messer aus, Zeichen für Zeichen wirst du damit die Wut aus deinem Herzen herausschneiden.“
Zwei Kommissare treffen ein, um den Mörder seiner weltlichen Strafe zuzuführen; zunächst darf er jedoch seine Arbeit zu Ende führen, wonach er vor Erschöpfung zusammenbricht. Die Ausgewogenheit dieses Ortes der Spiritualität bringt auch die beiden Kommissare zu innerer Ruhe: sie helfen dem Meister die ausgeschnitzten Schriftzeichen auszumalen. Dann ist es Zeit, den Mörder seiner weltlichen Strafe zuzuführen, nachdem auch seine Seele wieder im Gleichgewicht ist. Kraft seiner Gedanken hält der Meister das fahrende Boot einen Moment an, da er die endgültige Trennung von seinem Schüler nicht akzeptiert.
Nach dem Verlust seines Schülers entscheidet sich der alt und gebrechlich werdende Meister dafür, sein Leben zu beenden. Er verbrennt sich später selbst auf einem Scheiterhaufen, den er in seinem Boot errichtet hat. Das Boot geht in Flammen unter, und er steht offenbar als Schlange wieder auf, die in der Klause fortlebt.

### Winter
Nach dem Verbüßen der Strafe kehrt der Novize in das Tal zurück. Der See ist vereist, die Hütte ist leer bis auf eine Schlange, die sich auf dem Boden ringelt. Der Novize beginnt mit einem intensiven Selbststudium, um die Einheit von Körper und Geist zu erreichen und selbst zum Meister zu werden.
Eine vermummte Frau bringt ihr kleines Kind zum Meister, um ihm unter größtem Leid und Schmerz das junge Leben anzuvertrauen – ihr einziger Ausweg. Die Frau flieht in die Nacht und ertrinkt, als sie in ein Eisloch fällt.
Der neue Meister tauscht den Stein, der seit dem Frühling auf seinem Herzen lastet, gegen einen echten Mühlstein aus, den er hinter sich her den Berg hinauf zieht, er schleppt auch eine bronzene Buddhafigur aus der Hütte mit sich. Erinnerungen an Fisch, Frosch und Schlange tauchen in ihm auf. Auf dem Gipfel des Berges platziert er die Statue auf dem Mühlstein und schaut hinunter auf den See und die Hütte.

### … und Frühling
Aufgewachsen unter den Lehren des neuen Meisters obsiegt auch in dem jungen Schüler die Selbstsucht, als er in Freude und Verzückung sinnlos eine Schildkröte quält. Er zwängt Steine in die Münder von Fisch, Frosch und Schlange, und damit tötet er sie. Diese Tötungsszenen sind, bis auf die Quälung der Schildkröte, nicht in der deutschen Fassung sowie den meisten internationalen Fassungen des Films zu sehen.

## Hintergrund
Der Film wurde von der südkoreanischen Produktionsfirma LJ Film in Zusammenarbeit mit der Pandora Filmproduktion produziert. Finanzielle Unterstützung erhielt der Film durch die Filmförderung Hamburg.

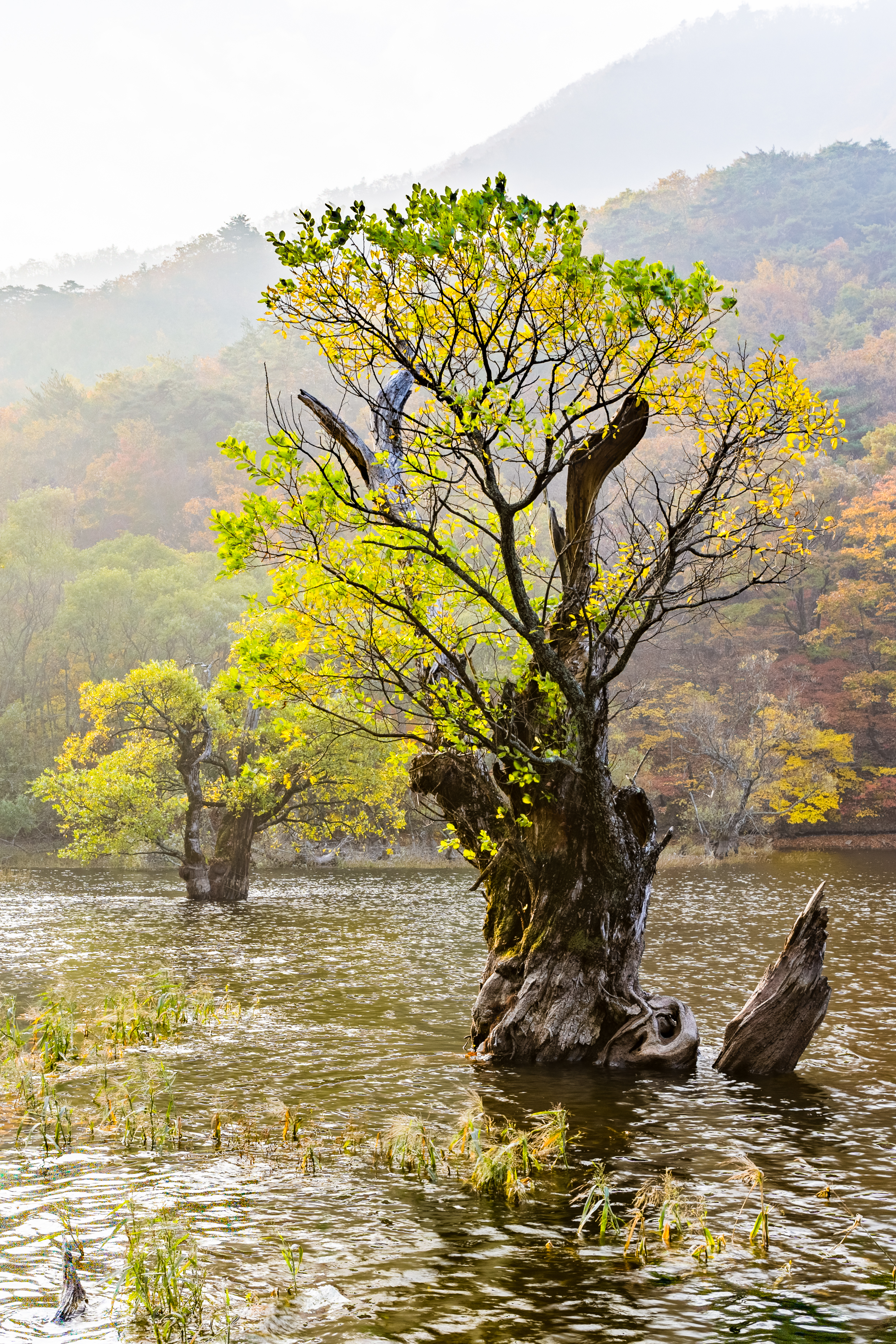
Jusanji im Herbst

Drehort war der Stausee Jusanji im Juwangsan-Nationalpark von Cheongsong-gun in der südkoreanischen Provinz Gyeongsangbuk-do. Als Filmkulisse diente eine auf dem See schwimmende Einsiedelei, welche nach dem Ende der Dreharbeiten wieder abgebaut wurde. Kim erhielt von den zuständigen Behörden die Erlaubnis, das Kloster als Set für den Film zu bauen und für ein Jahr zu nutzen. Das Gelände gehört zu einem Naturschutzgebiet, in dem keinerlei Bauten erlaubt sind. Im Gegensatz zu Kim Ki-duks früheren Filmen, deren Besetzung sich aus unbekannten Schauspielern rekrutiert, ist der in Südkorea renommierte Theaterschauspieler Oh Young-soo in der Rolle des alten Mönchs zu sehen. Kim selbst übernahm in den Episoden Winter und Frühling die Rolle des inzwischen erwachsen gewordenen Novizen. Nach Kims Aussage war eine Winter-Szene ursprünglich nicht im Drehbuch enthalten. Er entschloss sich spontan bei minus 30 °C Außentemperatur als Mönch gekleidet einen 3600 Fuß (ca. 1100 m) hohen Berg zu besteigen und ließ sich dabei filmen. Die dabei entstandenen Szenen flossen in den Film ein. Die Dreharbeiten erstreckten sich über ein ganzes Jahr. Die Postproduktion des Films fand in Deutschland statt.
Der Film hatte am 14. August 2003 auf dem Filmfestival von Locarno Premiere und wurde anschließend auf weiteren renommierten Filmfestivals gezeigt. Der deutsche Kinostart war am 18. März 2004 in gekürzter Schnittfassung. Obwohl Kims Film ausschließlich in Programmkinos lief, wurde er international, besonders in den Vereinigten Staaten, Deutschland, Argentinien und der Schweiz ein großer Erfolg. Die weltweiten Einspielergebnisse werden auf 9,5 Millionen US-Dollar geschätzt.
Die deutsche DVD-Veröffentlichung erfolgte am 19. November 2004 durch Studiocanal. In einer Neuauflage der DVD vom 12. Oktober 2007 ist die ursprüngliche Schnittfassung als Bonusmaterial enthalten. Der Film wurde im deutschen Fernsehen erstmals am 15. Oktober 2007 auf Arte ausgestrahlt.

## Kritiken
Die Presseresonanz zum Film war sehr gut. Bei Rotten Tomatoes sind 95 % der insgesamt 95 Filmkritiken positiv; die durchschnittliche Bewertung beträgt 8,1/10. Bei Metacritic erhielt der Film 85 von 100 Punkten bei insgesamt 29 Kritiken.
Der film-dienst lobte, „die leise Geschichte“ bette „den Kreislauf des menschlichen Lebens in den Jahreskreis der Natur“ ein. In den „betörenden Bildfolgen“ und der „kontemplativen Erzählhaltung“ bleibe das „reale Leben stets präsent“. A. O. Scott von der New York Times urteilte, der Film würde mit „bezaubernder Perfektion […] die Jahreszeiten im Lebenszyklus“ abbilden. Dabei gelinge es Kim, „etwas Wesentliches der menschlichen Natur“ herauszukristallisieren und „die Summe menschlicher Erfahrungen nachzubilden“.
Variety nannte Frühling, Sommer, Herbst, Winter… und Frühling einen „sublimen, klugen, mutigen und spirituellen Film“. Seine „größte Stärke“ liege in der dargestellten „Weltabgewandtheit“, die aber keine „Zen-ähnliche Benommenheit“ erzeuge. „Derber Humor“ und „triebhafte Sexualität“ fungiere als „Gegengewicht zu den erhabenen Kameraaufnahmen“. Der „harte Filmschnitt“ fokussiere auf das Wesentliche. „Ein weiterer Pluspunkt“ sei die „unkonventionelle Filmmusik verschiedener Genres“. Roger Ebert hob anerkennend die Regiearbeit hervor, die „die Sinne“ schärfe, da es „keine oder nur wenige Dialoge, keine Erklärungen, keine verbalen Botschaften“ gebe. Ebert resümierte, „selten“ habe ihn ein Film „so tief berührt“; Kim zeige „das Leben, wie es schon immer war“.
Urs Jenny zeigte sich im Spiegel überrascht von dem Film und erläuterte, Kims bisheriges Schaffen zeichne sich durch die Darstellung der „Großstadtgesellschaft als Raubtiergesellschaft“ aus, in der die Protagonisten in „selbstzerstörerischer Rage“ agieren. Den früheren Filmen sei „etwas zutiefst Barbarisches“ zu Eigen, obgleich die „von der Ahnung des Grausigen“ vibrierenden Bilderfolgen auch eine „fremdartig faszinierende Ruhe und Schönheit“ ausstrahlen. Kims neues Werk enthalte dagegen „nirgends ein Schockbild“. Es sei „lyrisch“, ein „Schwelgen in Schönheit“ und verströme eine „ernste, unwirklich meditative Ruhe“.
Andreas Kilb von der Frankfurter Allgemeine Zeitung schrieb, Kim vermeide „Kitsch“, indem er „Abstand“ zu „den Figuren“ und „ihrer symbolhaften Wirklichkeit“ wahre. Der Film habe einen „Zug zum Demonstrativen und Belehrenden“, doch würden „die komischen und tragischen Aspekte des Geschehens“ durch den mühelosen Fluss der Bilder in „der Schwebe“ gehalten. Kilb lobte, Kims Film verknüpfe „zwei Motive, die sich eigentlich gegenseitig ausschließen: Grausamkeit und Meditation“ und sei eine „Spiegelung des Weltgeschehens in einer verzauberten Miniatur“.

## Auszeichnungen
- 2003: C.I.C.A.E.-Preis, Don-Quixote-Preis, Netpac Award und Preis der Jugendjury des Filmfestivals von Locarno[24]
- 2003: Publikumspreis des Festival Internacional de Cine de Donostia-San Sebastián[25]
- 2005: Bester Film und Bestes visuelle Design des Chlotrudis Awards[26]

2016 belegte Frühling, Sommer, Herbst, Winter… und Frühling bei einer Umfrage der BBC zu den 100 bedeutendsten Filmen des 21. Jahrhunderts den 66. Platz.